# Baré Esporte Clube
Il Baré Esporte Clube, noto anche semplicemente come Baré, è una società calcistica brasiliana con sede nella città di Boa Vista, capitale dello stato del Roraima.

## Storia
Il 26 ottobre 1946, il Baré Esporte Clube è stato fondato da Aquilino da Mota Duarte, Claudeonor Freire, Mário Abdala, Hitler de Lucena, Adamor Menezes, Simão Souza, Francisco Galvão Soares, Francisco das Chagas Duarte, Alcides da Conceição Lima Filho, Ruben da Silva Bento, José Maria Menezes Filho e Luciano Tavares de Araújo, che erano membri dissidenti dell'Atlético Roraima Clube.
Il club ha vinto il suo primo titolo, che è stato il Campionato Roraimense, nel 1982. Come club amatoriale, la squadra ha vinto il campionato anche nel 1984, nel 1986, e nel 1988. Nel 1983, il Baré ha vinto il suo secondo titolo, il Torneio Integração da Amazônia, dopo aver battuto l'Independência dello stato dell'Acre in finale. La partita si è giocata nella città di Rio Branco, capitale dell'Acre. Nel 1985, il club ha vinto di nuovo la competizione, condividendo il titolo con il Trem dello stato dell'Amapá.
Il club ha partecipato al Campeonato Brasileiro Série C per la prima volta nel 1995, dove è stato eliminato alla prima fase dal Progresso di Mucajaí, Roraima. Nel 1996, come club professionistico, il Baré ha vinto di nuovo il campionato statale, dopo aver battuto il GAS in finale. Il club ha anche partecipato nello stesso anno al Campeonato Brasileiro Série C, dove ha raggiunto la seconda fase, venendo eliminato dal Ji-Paraná dello stato della Rondônia.
Nel 1997 e nel 1998, il club ha partecipato di nuovo al Campeonato Brasileiro Série C, dove è stato eliminato alla prima fase in entrambe le edizioni. Nel 2000, il Baré ha partecipato alla Copa João Havelange, competizione che sostituì il campionato brasiliano quell'anno. Il club venne inserito nel "Modulo Verde" (in quella stagione equivalente della terza divisione), dove è stato eliminato al primo turno.

## Palmarès

### Competizioni regionali
- Torneio Integração da Amazônia: 2

1983, 1985

### Competizioni statali
- Campionato Roraimense: 26

1950, 1953, 1954, 1955, 1956, 1957, 1958, 1960, 1961, 1962, 1963, 1964, 1965, 1968, 1969, 1970, 1972, 1982, 1984, 1986, 1988, 1996, 1997, 1999, 2006, 2010